# Die Geschwister von Neapel
Die Geschwister von Neapel ist ein 1931 entstandener und im selben Jahr veröffentlichter Roman von Franz Werfel, der die 1924 spielende Geschichte eines überaus strengen Vaters und seiner sechs Kinder (drei Schwestern und drei Brüder) erzählt.

## Personen
- Don Domenico Pascarella, Witwer, 66
- Annunziata (Zia), Tochter, 27
- Placido, Sohn, 21
- Grazia (Graja), Tochter, 20
- Lauro, Sohn, 19
- Ruggiero (Orso), Sohn, 17
- Iride, Tochter, 13
- Giuseppe, Diener
- Priscilla, Köchin
- Signor Renato Battefiori, Domenicos Geschäftsteilhaber
- Mr. Arthur Campbell, 45, Grazias Geliebter
- Commendatore Eccheverria, Generalkonsul in Rio de Janeiro
- Maestro Cavaliere Tullio Capironi, Grazias Gesangslehrer
- Duca Dallorso (Gia-Gia), Komitee-Präsident des Karnevals
- Gennaro Gnolli, Liquidationsanwalt
- Priester Ildefonso
- Fazendeiro Attilio Salvafede, Plantagenbesitzer und Millionär
- Dr. Platania, Hausarzt
- Aldo Bugetti, Publizist

Die Geschwisterpaare Annunziata – Lauro, Placido – Grazia sowie Ruggiero – Iride haben jeweils eine besonders innige Beziehung zueinander.

## Handlung

### Domenico Pascarellas Sonntagsgesang
Während die Geschwister auf den Vater warten, berichtet Grazia vom bevorstehenden Kostümball und die Kinder beschließen, sie solle daran teilnehmen. Nach dem Essen verkündet der Vater den Besuch der Oper. Gemeinsam musizierend beendet die Familie den Tag.

### Die Welt draußen
Der Engländer Arthur Campbell erscheint in Don Domenicos Geschäft und wechselt Geld. Mittags macht sich Domenico auf den Weg nach Hause, doch Regen zwingt ihn dazu, Unterschlupf zu suchen. Bei einem Café wird er von einem Jugendgefährten auf seine Kinder angesprochen, es ist der italienische Generalkonsul in Rio de Janeiro, der sich gerade im Urlaub befindet. Kurz darauf begegnet ihm Maestro Cavaliere Tullio Capironi, Grazias Gesangslehrer, der sie gerne ans Theater bringen möchte.

### Ein Tag des Zornes
Gleichzeitig planen die Geschwister den Karnevalsball. Als der Vater heimkehrt, hält er über seine Kinder Gericht, streicht Grazias Gesangsstunden, gibt Lauro wegen seines Schulschwänzens Hausarrest und ohrfeigt Ruggiero, weil ihn Giuseppe beim Fußballspielen erwischt hatte. Das Mittagessen nimmt der Patriarch alleine ein.

### Ein Abend der Gnade
Es regnet. Bei der Aufführung der „Gioconda“ versucht Campbell mit Grazia in Kontakt zu kommen.

### Zufällige Begegnungen
In der Kirche Santa Maria la Stella trifft Annunziata auf Battefiori. Um Ballkarten kaufen zu können, versetzt Lauro sein Amulett, einen Ring der verstorbenen Mutter. Grazia begegnet erneut Arthur Campbell, der ihr das Versprechen abnimmt, zum Ball im Hotel Bertolini zu kommen. Infolgedessen erscheint Grazia zu spät zum Essen. Domenico entdeckt bei Placido ein philosophisches Werk und es gibt eine Auseinandersetzung zwischen Vater und Sohn.

### Der Sündenfall
Lauro und Grazia besuchen heimlich den Ball und ernten Bewunderung.

### Aschermittwoch
In angstvoller Erwartung kommt das Geschwisterpaar frühmorgens nach Hause, wo es aber nicht der Vater empfängt, sondern Placido. Der Vater ist nicht nach Hause gekommen, die Geschwister befürchten das Schlimmste.
Sie finden den Vermissten verzweifelt in seinem Geschäft. Battefiori hat ihn völlig ausgenommen und befindet sich auf der Flucht. Der Vater schickt seine Kinder nach Hause, wo Placido die Führung übernimmt.

### Der Camposanto
Um der Familie nicht zur Last zu fallen, schlagen die Brüder vor, nach Brasilien zu gehen. Nach anfänglicher Ablehnung willigt der Vater keine drei Wochen später ein. Lauro erhält von Duca Dallorso das Eintrittsgeld für den Ball zurück und kann damit den Ring einlösen. Der Vater schreibt an den Generalkonsul.
Tags darauf, am 29. März, dem Todestag der Mutter, besuchen die Geschwister paarweise ihr Grab. Es folgt der Abend des Abschieds. Entgegen dem Plan der Geschwister muss nicht Giuseppe den Haushalt verlassen, sondern Priscilla. Nach der Pranzo gibt der Vater den Söhnen Ratschläge und gemeinsam rauchen sie Zigarren.
Am nächsten Tag besteigen die Brüder das Schiff.

### Die Schwestern ohne Brüder
Die Schwestern übernehmen Priscillas Aufgaben und sparen, wo sie nur können, während Giuseppe immer unbrauchbarer wird. An ihren freien Tagen besucht Annunziata nun anstatt der Santa Maria la Stella die Santa Maria Avvocata, wo sie dem fanatischen Priester Ildefonso begegnet, der die Vermutung äußert, sie werde im ledigen Stande verharren, und als Grund dafür Hochmut angibt:
„Jeder Mensch ist ersetzbar, lächerlich ersetzbar. Bilden Sie sich ja nicht ein, dass die Ihrigen Sie wirklich brauchen. Das ist ein törichter Hochmut, den Sie überwinden müssen. Was die Familie anbetrifft, sind wir alle überflüssig. Einer stirbt, die Hinterbliebenen jammern, und übers Jahr erinnern sie sich nicht mehr an sein Gesicht. Das sage ich Ihnen, mein Kind, weil ich genau weiß, wie es sich mit Ihnen verhält. Hören Sie mich an! Für den Himmel sind Sie nicht überflüssig.“
Grazia sucht Tullio Capironi auf und bittet ihn um eine Empfehlung für die Brüder. Der vermittelt sie an eine englische Schülerin, mit der Grazia Englisch lernen kann. Iride leidet oft an Schwindelanfällen. Vor der Abreise übergab Placido Grazia den Schlüssel zu seinen Aufzeichnungen. Grazia beginnt darin zu lesen.
An Pfingsten trifft der erste Brief der Brüder aus Brasilien ein. Noch befinden sie sich im Auswandererhaus und suchen nach einer Anstellung.

### Die heilige Nonne (Lauro und Annunziata)
Auf ihrer Sinnsuche trifft Annunziata auf einen Menschenauflauf, der sich um die Schwester Concetta sammelt, die sich zum Sterben vor die von ihr erbauten Kirche gelegt hat. Lauro berichtet Annunziata, wie Ruggiero von dem Fazendeiro Attilio Salvafede, der in São Paulo eine der größten Kaffeeplantagen besitzt, als Verwalter eingestellt wurde. Er selbst fand Arbeit in einem Institut für Schlangenserum.

### Weißes Blut (Ruggiero und Iride)
Iride kränkelt, so dass der Hausarzt Dr. Platania bestellt wird, der ihr eine reichlichere Ernährung verordnet. Um ihr das zu ermöglichen, hungern Annunziata und Grazia von da an noch mehr. Iride erhält von Ruggiero einen Brief mit 200 Dollar. Beigelegt ist auch ein Brief vom Fazendiero, der Iride auf die Plantage einlädt.

### Die Flaschenpost im Ozean (Placido und Grazia)
Im November wird Iride in die Poliklinik überführt. Die Mangelernährung hat bei Grazia wilde Träume zur Folge. Placido schreibt ihr, Lauro habe sein Amulett verloren. Er bittet um ein Ersatzstück aus Mamas Erbe. Grazia schreibt Arthur eine Postkarte nach England, auf der einzig die Anschrift drauf steht.

### Ein dreizehnter November
An diesem Tag bricht Domenico mit seinem Anwalt Gennaro Gnolli – Stunden später werden ihm die von Gnolli verschafften Kredite gekündigt. Annunziata glaubt ihrer Mutter zu begegnen und sucht daraufhin wieder einmal die Santa Maria Avvocata auf. Abends kommt ein Telegramm: Lauro ist schwer erkrankt.

### Der Retter am Ende des Weges
Ein weiteres Telegramm meldet Tage später den Tod Lauros. Er erlag einem Schlangengift. Grazia verlässt darauf das Haus, mit der Absicht, sich das Leben zu nehmen. Bis sie Arthur wiedersieht.

### Das Blutopfer
Annunziata verbrachte die Nacht im Kloster, Grazia in Arthurs Hotelzimmer. Als sie und Arthur Iride im Spital besuchen, empfehlen die Ärzte eine Bluttransfusion, der Grazia sofort zustimmt. Als Annunziata dazukommt und das Opfer selbst bringen möchte, kommt es zu einem Streit zwischen den Schwestern. Schließlich taucht Giuseppe auf und berichtet, Domenico sei verhaftet worden.

### Der neue Bund
Vor der Verhaftung kabelte Domenico seinen Söhnen, sie hätten unverzüglich heimzukehren. Beim Verfassen einer Traueranzeige treten zwei Männer der faschistischen Partei ein. Da Domenico sich weigert, seine Kassenbücher herauszugeben, eskaliert die Situation und Domenico wird nach einem Kampf, in dem sich Domenico kräftig wehrt, von der Übermacht festgenommen.
Campbell unternimmt alles, um Domenico zu retten, dafür gibt er sein ganzes Vermögen her. Dank einer Namensverwechslung gelingt ihm dies auch bald und nach sechs Tagen wird Domenico freigelassen. Arthur hat alle Kredite beglichen. Im Spital versöhnt sich Domenico mit seinen Töchtern und weint zum ersten Mal nach fünfzig Jahren.

### Aufrichtung und Verzicht
Am 5. Januar kehren die Brüder zurück. Ruggiero hat einen Brief von Attilio Salvafede dabei, in dem er ihm einen Siebenjahresvertrag anbietet. Ende März soll er wieder nach Brasilien zurückkehren. Es wird beschlossen, dass Iride ihn begleitet und für drei Monate in Brasilien bleiben soll. Arthur setzt seine Idee durch, das Geschäft in ein Reisebüro umzuwandeln und die Azienda in „Pascarella & Campell“ umzutaufen. Arthur nimmt Annunziata auf den Vesuv mit. Diese möchte nun doch nicht mehr ins Kloster, sondern zu Hause bleiben. Arthur rät ihr davon ab. Der bekannte Herausgeber Aldo Bugetti möchte Placidos Schriften veröffentlichen, doch Placido lehnt ab und bittet stattdessen Arthur um eine Anstellung im Reisebüro, die ihn nachmittags fürs Schreiben freihält.

### Und wieder ein Sonntag
Wieder einmal versammelt sich die Familie am Sonntagabend nach alter Ordnung, Arthur nimmt Lauros Platz ein. Ruggiero bittet den Vater zu singen, der darauf die Anweisung gibt, die Fenster zu schließen. Nach der ersten Phrase gibt plötzlich Lauros Kontrabass einen Ton von sich – eine Saite hat sich durch die Schwingungen des Klaviers entspannt. Die Familie versteht Lauros Stimme aus dem Jenseits als Verkündung:
„Das Zeitalter des Gesanges und Gesetzes ist nun zu Ende!
Welches Zeitalter aber hat begonnen?“

## Stil
Werfel hat seine märchenhafte Familiengeschichte streng komponiert, dadurch wirken die Figuren stellenweise etwas schablonenhaft.

## Ausgaben
- Franz Werfel: Die Geschwister von Neapel. Erstausgabe, Paul Zsolnay Verlag, Berlin – Wien – Leipzig 1931
- Franz Werfel: Die Geschwister von Neapel. S. Fischer Verlag, Frankfurt am Main 1991, ISBN 3-10-091035-4